# Cardamine micranthera
Cardamine micranthera là một loài thực vật có hoa trong họ Cải. Loài này được Rollins mô tả khoa học đầu tiên năm 1940.